# Mohammed Nabil El Hadidi
Mohammed Nabil El Hadidi (محمد نبيل الحديدي, DMG Muḥammad Nabīl al-Ḥadīdī; * 1934; † 7. September 2003 in Kairo) war ein ägyptischer Botaniker. Er galt als einer der führenden Experten für die ägyptische Wildflora. Sein botanisches Autorenkürzel lautet „Hadidi“.

## Leben
Hadidi schloss 1953 sein Studium an der Fu'ād-I.-Universität (heute Universität Kairo) ab, wo er ein Schüler der schwedischen Botanikerin und Expertin für die ägyptische Flora, Vivi Laurent-Täckholm (1898–1978), war. Im selben Jahr wurde er Demonstrator an derselben Universität. 1960 promovierte er an der Universität Wien. Im Jahr 1968 wurde er Assistenzprofessor an der Fakultät für Pflanzentaxonomie der Universität Kairo. 1973 wurde er zum ordentlichen Professor ernannt. Nach dem Tod von Täckholm im Mai 1978 wurde er zum Verwalter des Herbariums der Universität Kairo gewählt, ein Amt, das er bis zu seinem Tod innehatte.
Hadidi verfasste mehr als 80 Schriften als Autor oder Mitautor. Seine Forschungsarbeiten befassten sich mit Themen aus den Bereichen Systematik, Chemotaxonomie, Anatomie, Zytologie, Archäobotanik, Ethnobotanik, Ökologie und Naturschutz, insbesondere mit der Flora Ägyptens und der Arabischen Halbinsel und mit einem besonderen Interesse an der Familie der Jochblattgewächse (Zygophyllaceae) in Asien und Afrika. Er war Mitautor von drei Büchern, zwei davon zusammen mit Loutfy Boulos, The Weed Flora of Egypt (1985) und The Street Trees of Egypt (1988). Im Jahr 2000 stellte er eine überarbeitete und aktualisierte Ausgabe der Flora Aegyptiaca fertig und plante, die botanischen Gärten und Kulturpflanzensammlungen in Ägypten zu dokumentieren.
Hadidi wurde 1968 Mitglied bei der Association pour l’Etude Taxonomique des Flores d’Afrique Tropicale (AETFAT), 1972 bei der Linnean Society of London und 1982 bei der Organization for the Phyto-Taxonomic Investigation of the Mediterranean Area (OPTIMA). Ab 1978 war er zudem Chefredakteur der Fachzeitschrift Taeckholmia (ehemals Publications of the Cairo University Herbarium).

## Dedikationsnamen
Nach Hadidi wurde die Hybride Anagallis × hadidii Chrtek & Osb.-Kos. benannt, die jedoch heute als Synonym der Unterart Lysimachia arvensis ssp. arvensis aus der Familie der Primelgewächse (Primulaceae) angesehen wird. Weitere Würdigungen sind Cyperus papyrus ssp. hadidii Chrtek & Slavíková (heute ein Synonym von Cyperus papyrus ssp. papyrus), Ifloga labillardierei ssp. hadidii Fayed & Zareh sowie Ifloga spicata ssp. hadidii (Fayed & Zareh) Greuter.